# 台東区立石浜小学校
台東区立石浜小学校（たいとうくりつ いしはましょうがっこう）は、東京都台東区にある、117年の歴史を持つ公立小学校。

## 概要
明治40年創立。校舎は長らく震災復興校舎（昭和2年竣工）を使用していたが、昭和50年に新校舎に建て直され、現在に至る（平成元年～3年にかけて改修あり）。当時大理石を多用した造りは極めて珍しく、入り口のロビーや階段はまるで銀座のデパートのようであった。
清川、橋場、今戸地区の生徒が通う小学校である。

## 歴史
- 1907年（明治40年）6月15日 - 東京府東京市石浜尋常小学校創立（浅草・富士・千束・待乳山の各小より4学年男女で492名）
- 1923年（大正12年）9月1日 - 関東大震災により、校舎全焼。教師2名と児童28名が犠牲となった。
- 1927年（昭和2年）12月15日 - 鉄筋校舎が完成し、本校舎完成落成式挙行。
- 1941年（昭和16年） - 国民学校令により、東京府東京市石浜国民学校と改称。
- 1943年（昭和18年）
  - 7月1日 - 東京都制施行により、東京都石浜国民学校と改称。
  - 日付不明 - 石浜少年団を結成する。
- 1944年（昭和19年） - 戦局の悪化により、宮城県に学童疎開する。
- 1945年（昭和20年）3月9日 - この日から翌日にかけて、空襲により校舎全焼する。
- 1947年（昭和22年）
  - 1月20日 - 学校給食開始。
  - 4月1日 - 学制改革により、東京都台東区立石浜小学校と改称する。
- 1948年（昭和23年）4月20日 - 石浜小学校PTA結成。
- 1950年（昭和25年）3月21日 - 校舎復校。
- 1953年（昭和28年）8月1日 - 石浜公園に[要出典]プールが出来る。
- 1957年（昭和32年）7月17日 - 創立50周年記念として校歌が作られる。
- 1963年（昭和38年） - 通学班が編制され、班別登校が始まる。
- 1972年（昭和47年）10月27日 - 第一期新築工事始まる。
- 1975年（昭和50年）2月27日 - 鉄筋校舎、プール、アーバンコートの校庭完成し、校舎落成式挙行。
- 1982年（昭和57年） - 「石浜音頭」をつくる。
- 1985年（昭和60年） - 東京都健康優良校、保健優良校として表彰を受ける。
- 1986年（昭和61年） - 連運動会始まる（児童数730名）。
- 1989年（平成元年） - この年から1991年（平成3年）まで、校舎大規模工事（第一期から第三期）始まる（児童数が減り、余裕教室をオープン教室、ランチルーム等に改造）。
- 1992年（平成4年） - 流山で農作業体験学習を始める（5年間）。体育館全面改修、校庭表面塗装される。
- 1995年（平成7年） - 人権尊重教育推進校「生活課・社会」で研究発表会を行う。
- 1996年（平成8年） - 防災関係施設設備整備（備蓄倉庫・非常電話等）。
- 1998年（平成10年）7月 - 校舎耐震工事。
- 1999年（平成11年）11月 - コンピュータ室設置。
- 2000年（平成12年）8月 - 屋上フェンス嵩上げ工事。
- 2001年（平成13年）8月 - 東側校舎壁漏水改修工事。
- 2002年（平成14年） - 土曜スクールスタート。
- 2003年（平成15年）9月1日 - 教室冷暖房機設置。
- 2004年（平成16年）7月5日 - 「下町台東の美しい心づくり」清川地区連絡会設置。
- 2005年（平成17年）12月1日 - 学校緑化により、校庭一部芝生化完成。
- 2006年（平成18年）8月 - 南門と非常階段改修工事
- 2015年（平成27年）4月1日 - オリンピック・パラリンピック教育推進校として研究を進める。同日、通級指導学級「あおば学級」を開級。
- 2017年（平成29年）
  - 3月31日 - 通級指導学級「あおば学級」を閉級。
  - 4月1日 - 巡回指導「あおば教室」となる。
- 2021年（令和3年）ごろ[いつ?] - パソコンルームを視聴覚室に変更。
- 2023年（令和5年）1月 - 全教科 人権尊重教育推進指定校となる[1]。

## 児童数
2023年（令和5年）4月時点
| 学年   | 1年 | 2年 | 3年 | 4年 | 5年 | 6年 | 合計 |
| ------ | --- | --- | --- | --- | --- | --- | ---- |
| 学級数 | 2   | 2   | 2   | 2   | 2   | 2   | 12   |
| 児童数 | 51  | 50  | 47  | 37  | 45  | 54  | 284  |

## 通学区域
東京都台東区教育委員会によって指定されている石浜小学校の通学区域は、以下の通り。
- 今戸二丁目（全域）
- 橋場一丁目（全域）
- 橋場二丁目（全域）
- 東浅草一丁目（6番-10番、20番、21番）
- 清川一丁目（1番-4番、9番-16番、21番-33番）
- 清川二丁目（1番、9番-11番、23番、24番）

## 進学先中学校
公立中学校に進学する場合は次の1校が東京都台東区教育委員会により指定されている。
- 台東区立桜橋中学校

## 著名な出身者
- 柿本雅徳 - 実業家
- 川口松太郎 - 作家
- 山下清 - 画家
- 溝口健二 - 映画監督

## アクセス
- 都営バス「上46」・「東42」の各系統で、「清川二丁目」バス停下車後、徒歩3分。
- 東京メトロ日比谷線南千住駅下車後、徒歩13分。
- JR東日本常磐線南千住駅下車後、徒歩15分。
- 首都圏新都市鉄道つくばエクスプレス線南千住駅下車後、徒歩15分。

## 学校周辺
- 台東区立石浜公園
- 永伝寺
- 通入寺
  - 上述の寺以外の寺院も点在する。

## 施設
- 放課後子ども教室・子供クラブ
- あおば教室
- 資料室
- 図書室など